# Halstenbach (Agger)
Der Halstenbach ist ein 3,9 km langer, orografisch linker Nebenfluss der Agger in Nordrhein-Westfalen, Deutschland. 

## Name
Der Name leitet sich vermutlich vom niederdeutschen Adjektiv hahl für 'trocken, mager' ab. Die Bedeutung wäre demnach etwa 'der seichteste, ausgetrocknetste Bach'.

## Geographie
Der Bach entspringt als Sauerbach nordöstlich von Alferzhagen, einem Ortsteil von Wiehl, auf 312 m ü. NN (7°34'40" O, 50°59'26" N). Von hier aus fließt er zuerst Richtung Südwest durch Alferzhagen, bis der Hollenhardt (290,1 m) den weiteren Weg versperrt und den Bachlauf nach Süden ablenkt. Nach 500 m wendet sich der Lauf wieder nach Westen. Hier mündet linksseitig der einzige nennenswerte Nebenfluss. Dieser führt dem Bach die von Nordhang des Leutenbergs (297 m) abfließende Wasser zu. Ab hier führt der Bach den Namen Halstenbach. Nach weiteren 600 m Wegstrecke erreicht der Bach den Ort Halstenbach, passiert anschließend die Bundesstraße 56 und fließt nach Norden in die Agger. Die Mündung liegt am östlichen Rand von Dieringhausen auf einer Höhe von 166 m ü. NN.
Der Halstenbach überwindet von der Quelle bis zur Mündung 113 Höhenmeter, was einem mittleren Sohlgefälle von 41,2 ‰ entspricht.

## Umwelt
Durch das Tal des Halstenbachs führt die L145 von Dieringhausen nach Alferzhagen.